# Nucha
 (février 2017).
Si vous disposez d'ouvrages ou d'articles de référence ou si vous connaissez des sites web de qualité traitant du thème abordé ici, merci de compléter l'article en donnant les références utiles à sa vérifiabilité et en les liant à la section « Notes et références ».
Nucha est une chanteuse portugaise. Son vrai nom est Cristina Baldaia. 
Elle a représenté le Portugal au Concours Eurovision de la chanson 1990 à Zagreb avec la chanson Há sempre alguém. Elle termina seulement 20e.
Deux des chanteuses qui l'accompagnaient étaient Dora et Sandra Phidalgo du groupe Da Vinci représentant de l'année précédente à l'Eurovision.